# Piper yungasanum
Piper yungasanum är en pepparväxtart som beskrevs av Truman George Yuncker. Piper yungasanum ingår i släktet Piper och familjen pepparväxter. Inga underarter finns listade i Catalogue of Life.